# Agnese Ghisi (regent)
Agnese Ghisi, död 1282, var regent i Karystos (nuvarande Kárystos) (en av baronierna i tetrarkin Negroponte) i nuvarande Grekland mellan 1266 och 1269. 
Hon var regent för sin omyndiga son Guidotto.